# Stilpone di Megara
Stilpone di Megara (Megara, 360 a.C. circa – 280 a.C. circa) è stato un filosofo greco antico, appartenente alla scuola socratica minore di Megara che con lui raggiunse il suo culmine per poi dissolversi rapidamente con l'avanzare delle nuove filosofia ellenistiche.

## Biografia
Discepolo di Euclide di Megara e di Diogene il Cinico. Dopo Ichthyas fu a capo della scuola megarica, dove ebbe come discepoli, tra gli altri, Zenone di Cizio e Timone di Fliunte. 
Diogene Laerzio lo indica come autore di nove dialoghi dei quali però non ci è pervenuto nulla:
- Aristotele;
- Tolomeo;
- Aristippo;
- Callia;
- Mosco;
- Cherecrate;
- Epigene;
- Anassimene;
- Alla propria figlia.

Critico della logica affermativa Stilpone negò validità ad ogni giudizio affermativo; l'unico possibile è il giudizio di identità (ad esempio: «l'uomo è uomo»): 
Stilpone nega anche la dottrina platonica delle idee: se è vero che queste designano termini universali allora vuol dire che in esse non è rappresentato nessun essere particolare e quindi le idee rappresentano il nulla.
Nell'etica Stilpone sostiene che il fine del saggio è il raggiungimento dell'apatia e dell'autarchia. Il vero saggio, che ha raggiunto l'eliminazione delle passioni e dei desideri, è in grado di bastare a sé stesso e di non aver bisogno di nulla, neppure dell'amicizia.
La dottrina di Stilpone influenzò grandemente l'etica stoica e specialmente la scuola scettica.
Seneca attribuisce a Stilpone, nel De constantia sapientis, V, 6, il motto: "Omnia mea mecum porto" (Tutto quello che ho lo porto con me). Infatti narra che, quando Demetrio Poliorcete, vincitore della sua città, lo vide allontanarsi dal centro urbano dopo che aveva perso la moglie e i figli e gli chiese se avesse perso qualcosa, il saggio gli rispose con quel celebre motto. La frase in realtà viene riferita anche ad altri filosofi come fa ad esempio Cicerone che l'attribuisce a Biante di Priene, uno dei Sette savi.